# Adolf ze Schwarzenbergu (1551–1600)
Adolf hrabě ze Schwarzenbergu (německy Adolf Graf von Schwarzenberg, 1551, Gimborn – 29. července 1600) byl významný vojevůdce v době válek s Turky, císařský polní maršálek. Pocházel ze starého šlechtického rodu Schwarzenbergů, jehož byl hlavním představitelem.

## Život
Narodil se v Gimbornu v tehdejším hrabství Mark jako syn Viléma III. svobodného pána na Schwarzenbergu (padl roku 1557 v bitvě u St. Quentina).
Podobně jako jeho otec působil jako voják nejprve v bavorských službách, později bojoval ve španělském vojsku vévody z Alby. V roce 1594 přešel do služeb císařských, válčil v Uhrách a jeho nejslavnějším činem bylo dobytí pevnosti Rábu (1598). Toto vítězství nad Turky slavila celá křesťanská Evropa. Císař Rudolf II. Adolfa vyznamenal, povýšil jej v roce 1599 do říšského hraběcího stavu a do původního rodového erbu Seinsheimů přidal krkavce (německy der Rabe – narážka na dobytí Rábu), klovajícím uťatou hlavu Turka.
Adolf se i dále účastnil osvobozování Uher. Při dobývání Budína však došlo v jeho vojsku ke vzpouře. Žoldnéři, kteří trpěli nedostatkem potravin a žoldu, se chtěli vzdát Turkům. Adolf se postavil radikálně proti, ale byl zasažen kulí přímo do hlavy.
Pohřeb se konal ve Vídni, byl velmi okázalý a císař dal dokonce Adolfovi postavit pomník.

## Potomstvo
Se svou manželkou Markétou svobodnou paní Wolffovou z Metternichu měl jediného potomka, syna Adama, který se v 16 letech stal jeho dědicem.

Havran klovající Turkovi oko ve znaku Adolfa Schwarzenberga

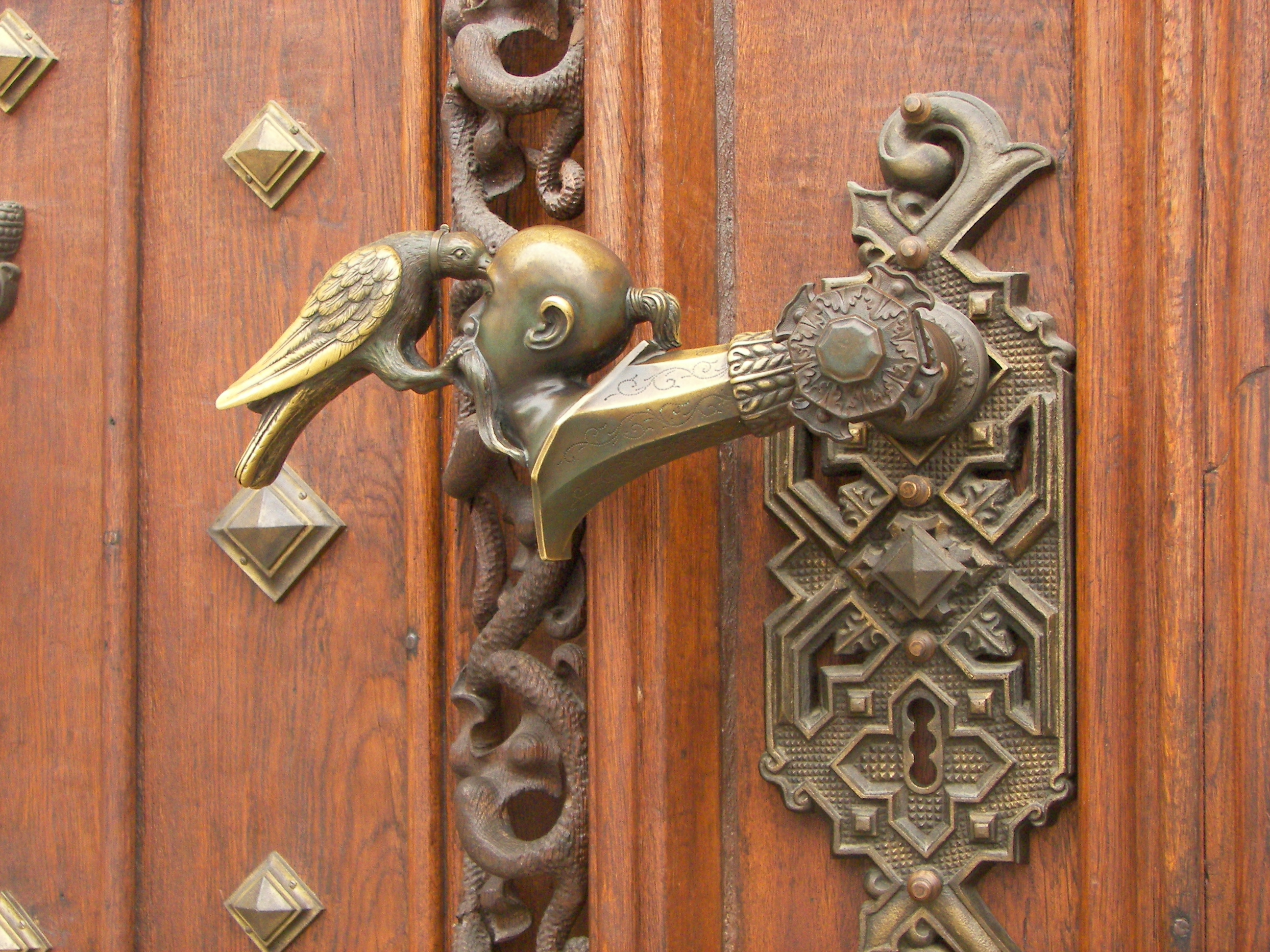
Motiv turecké hlavy, který získal Adolf Schwarzenberg, na klice vrat zámku Hluboká